# Thamnophis chrysocephalus
Espèce
Synonymes
- Eutaenia chrysocephala Cope, 1885
- Thamnophis eburatus Taylor, 1940

Statut de conservation UICN

 LC  : Préoccupation mineure
Thamnophis chrysocephalus est une espèce de serpents de la famille des Natricidae. 

## Répartition
Cette espèce est endémique du Mexique. Elle se rencontre dans les États du Guerrero, d'Oaxaca, du Puebla et du Veracruz,.

## Description
Cette espèce est ovovivipare. 

## Publication originale
- Cope, 1885 "1884" : Twelfth contribution to the herpetology of tropical America. Proceedings of the American Philosophy Society, vol. 22, p. 167-194 (texte intégral).